# Glam rock
Pour les articles homonymes, voir GLAM et Glitter.
Genres dérivés
Rock gothique, nouveaux romantiques, synthpop, punk rock, post-punk, glam metal, oi!, britpop, new wave
Le glam rock, aussi appelé glitter rock, est un style musical rock qui se développe au Royaume-Uni dans les années 1971-1975, et perdure jusque dans les années 1980. Par certains aspects, il est précurseur du mouvement punk, qui apparaît en 1977. À l'origine, le glam rock est considéré comme un mouvement purement britannique, avec pour principaux représentants T. Rex, David Bowie, Gary Glitter et Roxy Music mais certains musiciens américains comme les New York Dolls et Lou Reed y font aussi une incursion.

## Caractéristiques
Le style glam rock se caractérise essentiellement par un retour à la simplicité du rock 'n' roll et la recherche d'une image excessive et provocante. Plusieurs aspects spectaculaires, musicaux ou littéraires peuvent être dégagés. Le plus évident est son côté spectaculairement « glamorous » : les chanteurs et leurs groupes apparaissent comme des héritiers du dandysme, vêtus de façon excentrique, couverts de strass et de paillettes, portant des bottes à hauts talons, maquillés, et revendiquant parfois ouvertement leur caractère androgyne. Dans la dernière période du mouvement, toutefois, le côté « glam à paillettes » tend à s'estomper pour une esthétique à chapeaux haut-de-forme plus « vampire », assez inspirée du film Orange mécanique (voir le groupe The New York Dolls).
Musicalement, le glam représente un retour à la spontanéité du rock 'n' roll, par opposition au rock progressif qui avait dominé les années précédentes. C'est également une musique sur laquelle on peut facilement danser. Les morceaux sont plus courts et rapides. L'instrumentation est en général constituée de guitares saturées (guitariste emblématique Mick Ronson), piano, parfois cuivres, parfois des synthétiseurs analogiques (Brian Eno pour Roxy Music). L'abondance des parties où tous les membres d'un groupe chantent en chœur (même partition, même hauteur, même moment), comme le morceau Cosmic Dancer du groupe T. Rex (repris entre autres dans le film Billy Elliot). Enfin, les références à la science-fiction sont fréquentes dans le glam rock : groupe de David Bowie surnommé The Spiders from Mars (lui-même épousant le personnage de Ziggy Stardust), nombreuses références à la planète Mars dans ses chansons (Life on Mars?) ainsi que dans celles, par exemple, de T. Rex (Ballrooms of Mars).
On peut trouver les prémices du genre dans la mise en scène et la manipulation de l'identité du genre chez des groupes américains comme The Cockettes et Alice Cooper.

## Histoire
Au début des années 1970, deux tendances musicales trustent le sommet des hit-parades au Royaume-Uni. D'un côté, un rock aux structures de plus en plus complexes, lorgnant du côté du jazz, ou d'un symphonisme précieux, jouant parfois sur une certaine virtuosité instrumentale, à l'éloquence plus ou moins sophistiquée, prétend prendre la suite des sommets expérimentaux où les Beatles viennent d'amener la musique pop. Une mouvance la plupart du temps fort éloignée du blues (Yes, Genesis, King Crimson...). De l'autre côté, un rock british qui, à la suite des Rolling Stones ou d'un Eric Clapton, prétend, à l'inverse, replonger vers ses racines blues, ou tout du moins retourner vers une certaine « simplicité », efficacité d'une musique plus immédiate : Led Zeppelin, Black Sabbath, ou d'une autre manière, à la fois novatrice et rétro, le glam-rock de T. Rex, Bowie ou de Roxy Music.
Le glam est à l'origine un mouvement fugitif et exclusivement britannique, il est personnalisé par Marc Bolan, d'abord remarqué au sein du groupe « folkisant » Tyrannosaurus Rex. En 1970, Bolan devient le leader de T. Rex, le groupe glam par excellence, le plus habile dans la confection d'un rock à la fois brut et attrayant, le plus à l'aise dans les opérations de travestissement qui font la patte des formations anglaises de l'époque. Collectionnant les tubes (dont Get It On', peu avant la sortie de l'indispensable album Electric Warrior, fin 1971), maîtres incontestés d'une théâtralité dont s'inspirera largement Bowie, Bolan et ses lieutenants constituent le pendant londonien de la scène pré-punk new-yorkaise. À sa mort accidentelle en 1977, Bolan demeure l'une des rares idoles que la génération Pistols n'a pas clouée au pilori.
Le punk rock, souvent vu comme une réaction aux artifices du glam rock, tout en utilisant certains éléments du genre, comme le maquillage, et comprenant des reprises d'enregistrements de glam rock, contribue à la fin de la mode du glam, vers 1976.

## Influence ultérieure

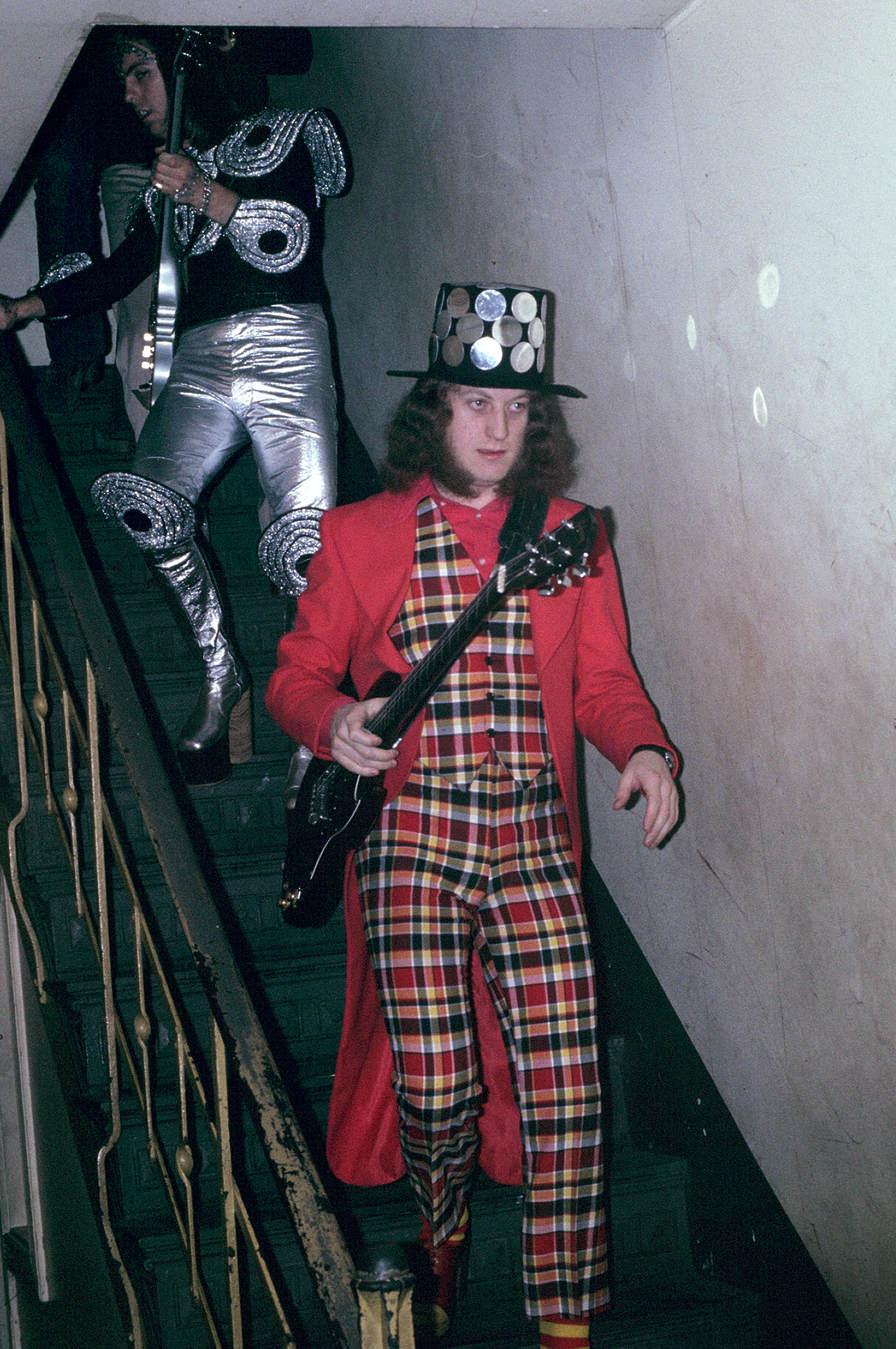
Noddy Holder à droite et Dave Hill à gauche, membres du groupe Slade en 1973.

Bien que le glam rock ait fortement décliné dans la seconde moitié des années 1970, le genre fut une influence directe pour des groupes qui ont connu le succès plus tard, comme Kiss et les groupes américains de glam metal comme Quiet Riot, W.A.S.P., Twisted Sister et Mötley Crüe. Le genre eut une grande influence sur les Nouveaux Romantiques en Angleterre, avec des groupes comme Adam Ant et Flock of Seagulls, et son côté androgyne a été repris par des groupes comme Culture Club, Bronski Beat et Frankie Goes to Hollywood. Il a également eu une influence sur la formation du rock gothique, pour le maquillage, les habits, le côté théâtral et le son, et même sur le punk rock, pour le côté spectacle et son instrumentation simple mais puissante. Au Japon dans les années 1990, le visual kei était fortement influencé par l'esthétique du glam rock. Le glam a depuis continué d'avoir de l'influence sur l'artiste de R&B Prince, et des groupes comme Marilyn Manson, Placebo, Chainsaw Kittens et The Darkness. En France, le chanteur Alain Kan fit une incursion dans le glam-rock au début des années 70, en s'inspirant de David Bowie,.

## Artistes et groupes
Les artistes et groupes de glam rock les plus célèbres :
- Alice Cooper
- Alain Kan
- Bon Jovi
- David Bowie à ses débuts (albums Ziggy Stardust et  Aladdin Sane)
- Elton John
- Gary Glitter
- Hawkwind
- KISS
- Iggy Pop
- Joan Jett
- Johnny Thunders
- Lou Reed (album Transformer)
- Mott the Hoople
- Nitro
- The New York Dolls
- The Runaways
- Twisted Sister
- Roxy Music et Brian Eno
- Sensational Alex Harvey Band
- Slade
- Silver Head
- Sparks (dans leur carrière britannique)
- Steel Panther
- Steve Harley and Cockney Rebel
- Suzi Quatro (dans sa carrière britannique)
- Sweet
- T. Rex et Marc Bolan
- Take That (pour le dernier album, selon certains critiques Rock britanniques.) [14]
- Wayne County
- Wizzard
- Move
- Geordie
- Queen (à ses débuts)

## Films liés
- Mayor Of The Sunset Strip
- Hedwig and the Angry Inch
- Velvet Goldmine de Todd Haynes
- Ziggy Stardust (adapté de l'album de Bowie, Concert de 1973)
- The Rocky Horror Picture Show
- (Slade in) Flame
- Phantom of the Paradise de Brian de Palma
- Breakfast on Pluto de Neil Jordan (2005)
- C.R.A.Z.Y. film québécois réalisé par Jean-Marc Vallée, sorti en 2005
- The Runaways de Floria Sigismondi  (2010)
- Longlegs d'Oz Perkins (2024)
- Born to Boogie, Marc Bolan (T.Rex) avec Ringo Starr et Elton John (concert 1972)